# Nadagarodes simplex
Nadagarodes simplex är en fjärilsart som beskrevs av W. Warren 1907. Nadagarodes simplex ingår i släktet Nadagarodes och familjen mätare. Inga underarter finns listade i Catalogue of Life.